# Anton Collin
Anton Collin (ur. 12 października 1891 w Pihlajavesi, zm. 31 maja 1973 w Ähtäri) – fiński olimpijczyk, biegacz narciarski i kolarz.

## Kariera sportowa

### Zimowe Igrzyska Olimpijskie 1924
Brał udział w Zimowych Igrzyskach Olimpijskich 1924. W biegu na 18 kilometrów zajął 16. miejsce. W biegu na 50 km nie został sklasyfikowany.

### Letnie Igrzyska Olimpijskie 1924
Anton Collin startował także na Letnich Igrzyskach Olimpijskich 1924 w kolarstwie. W wyścigu drużynowym zdobył 13. miejsce, indywidualnie nie został sklasyfikowany.